# Vidoši

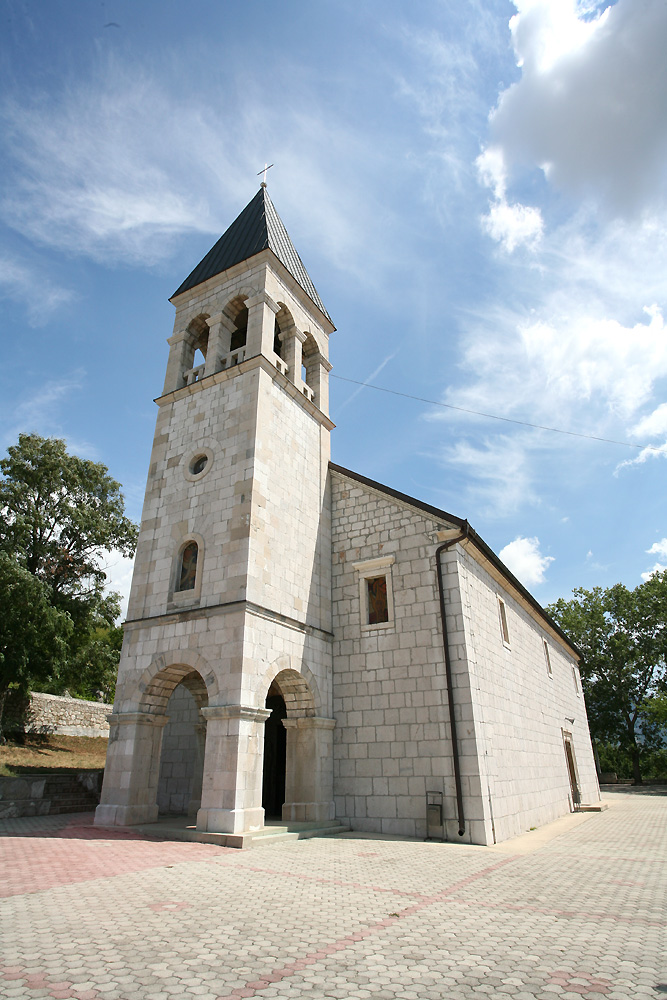
Kirche in Vidoši

Vidoši ist ein Ort in der Verbandsgemeinde Livno im Südosten von Bosnien und Herzegowina. Es liegt südöstlich der Stadt Livno an der Quelle des Flusses Sturba und ist umgeben vom Tušnica-Bergmassiv. Vidoši ist die älteste katholische Gemeinde in der Region Livno. Zum ersten Mal wurde sie schriftlich im Jahre 1742 erwähnt.

## Bevölkerung
Bei der Volkszählung 1991 ergab sich folgende Bevölkerungszusammensetzung:
- Gesamt: 3095 Einwohner
- Kroaten: 2813 (90,89 %)
- Bosniaken: 212 (6,85 %)
- Serben: 28 (0,9 %)
- Andere: 42 (1,36 %)